# Muralla de Antoñana
La muralla de Antoñana es una estructura de interés cultural que rodea al concejo español de Antoñana, del municipio de Campezo, Álava. Fue construida con el propósito de defender al pueblo, pero con el tiempo fue perdiendo esa función y se integró al pueblo, siendo el muro de algunas viviendas.

## Historia
Los primeros registros que se pueden encontrar sobre la muralla son del s. XV, sin embargo, se cree que muy probablemente su construcción comenzó inmediatamente después de la fundación la ciudad de Antoñana en 1182 por Sancho VI de Navarra sobre un antiguo fuerte. 
La estructura cumplía una función defensiva para la ciudad, pero con el tiempo las viviendas se acoplaron a este, usándolo como una de sus paredes, acoplandose a la ciudad. En la actualidad, ventanas y balcones se abrieron a través de la muralla.

## Descripción
El muro es una estructura rectangular, orientada de norte a sur. Fue construida en la confuencia de dos ríos: El Berrón Erreka y el Erreka Sabando. En el pasado, el primero de estos ríos servía como un foso defensivo. La muralla tiene un grosor casi constante de 1.35 m. Su altura varía según el punto de la muralla, pero ronda entre los 5 y 12 m.
En el oeste, cerca del río Ega, hay una pared recta de sillar qué termina al sur en un torreón cilíndrico qué funciona como ángulo. En el este solo quedan restos del muro, donde se pueden observar dos amplias aspilleras con arcos de medio punto. En el sur el muro se conserva, donde lo más destacable es el portal sur, la cual es la única entrada que se mantiene de las dos que habían en la muralla original. La entrada está formada por un arco escarzano y rematado por unas ménsulas triples. En el norte hay una gran casa torre cuadrangular que cierra la estructura. 